# Ґерріт Вортінґ
Ґерріт Вортінґ (нід. Gerrit Voorting, 18 січня 1923 — 30 січня 2015) — нідерландський велогонщик.
Срібний призер Олімпійських Ігор 1948 року в груповій шосейній гонці.